# Willow Springs International Motorsports Park
Willow Springs International Motorsports Park (meist nur Willow Springs genannt) ist ein Motorsportpark mit mehreren Rennstrecken bei Willow Springs nahe Rosamond in Kern County, Kalifornien. Er liegt etwa 8 km westlich von Rosamond und 20 km nordwestlich von Lancaster und beherbergt mit dem Willow Springs Raceway nach Daytona und Indianapolis die dritt-älteste kontinuierlich betriebene Strecke in den Vereinigten Staaten.

## Rennstrecken

### Willow Springs Raceway

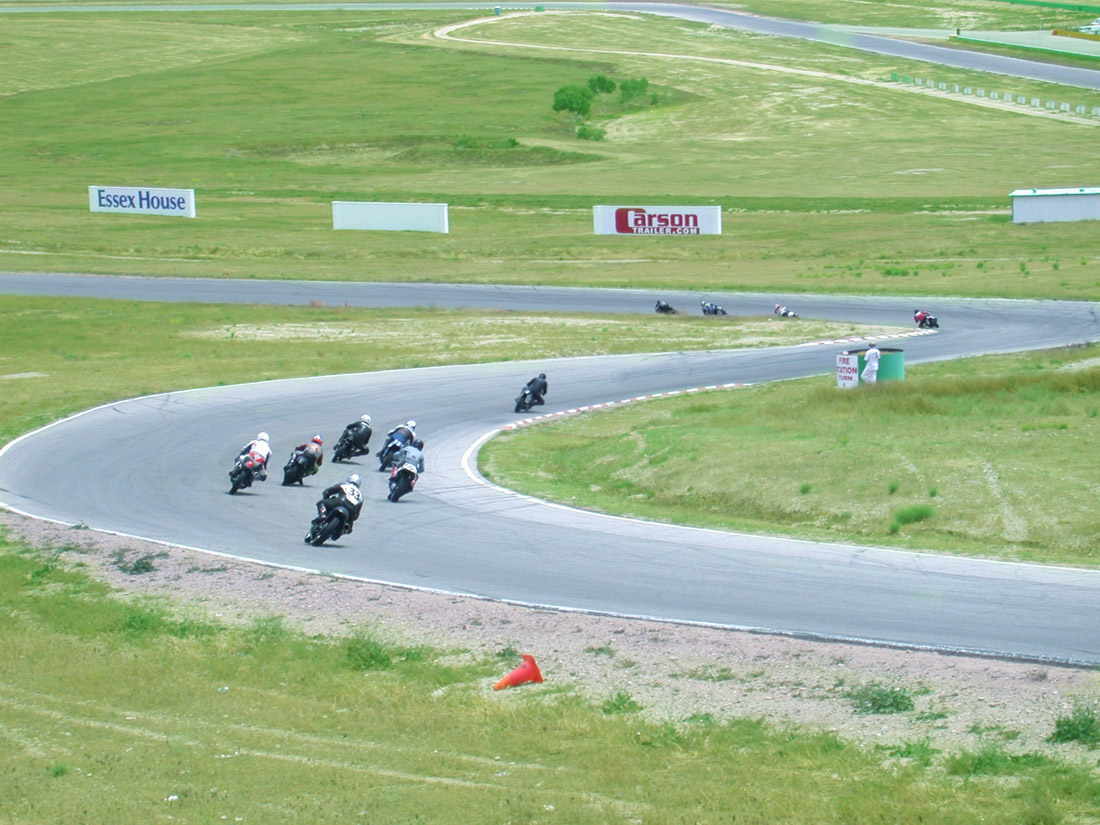
Motorrad-Rennen auf „Big Willow“ – Turn 4 und 5

Willow Springs Raceway (Big Willow genannt) ist ein 4 Kilometer langer Straßenkurs mit 9 Kurven. Das Layout des 1953 angelegten Kurses, der ursprünglich eine mit Öl gebundene Sandpiste war und erst 1954 asphaltiert wurde, ist seit der Eröffnung unverändert geblieben. Trotz Geschwindigkeiten von bis zu 320 km/h, die Motorräder auf dem Kurs erreichen, bietet die in der abgelegenen Mojave-Wüste gelegene Strecke hinreichende Auslaufzonen, so dass nie der Bedarf aufkam Bremsschikanen oder zusätzliche Kurven einzubauen.
Nach der langen, ebenen Startziel-Gerade, auf der die Höchstgeschwindigkeiten erreicht werden, führt die 90° Linkskurve „Castol Corner“ zur „Rabbits Ear“ 180° Rechtskehre, die dem Kurs dem im Film „Herbie“ benutzten Spitznamen “Jack Rabbit Raceway” gab. Über das „Omega“ erreicht man am „Balcony“ die höchste Stelle der Strecke, von wo es über die 90° Links-Kurve des Turn 5, die „Monroe Ridge“, den „Wings Leg“-Knick und den Sweeper zurück in die schwierigste Kurve, die ultraschnelle Turn 9 an die tiefste Stelle des Kurses zurück auf Start-Ziel geht.

### Streets of Willow Springs
Straßenkurs über 2,6 Kilometer, der 1988 mit einer Länge von 2,09 km angelegt, 1996 leicht modifiziert und 2003 auf seine heutige Länge erweitert wurde.

### Horse Thief Mile
Straßenkurs mit 11 Kurven und einer Länge von 1,6 Kilometern der 2003 eröffnet wurde.

### Willow Springs Kart Track
Einen Kilometer lange Kartbahn mit 9 Kurven.

### Speedway Willow Springs
400 Meter langer Ovalkurs mit Wänden.

### Walt James Stadium
600 Meter langer unbefestigter Ovalkurs ohne Wände.

### Balcony Autocross and Skid Pad
Driftkurs.